# 圣米歇尔广场
圣米歇尔广场（La place Saint-Michel）是法国巴黎第六区拉丁区一个十字路口处的广场。其知名度来自圣米歇尔喷泉，由加布里埃尔 Davioud建于 1855年，原拟献给拿破仑一世，但是最后决定献给天使长米迦勒（法语：圣米歇尔，Saint Michel），米迦勒青铜雕塑仗剑伏龙，龙口吐水入喷泉。
在此位置可以看到西岱岛的一些建筑，包括司法宫（Palais de Justice）。
48°51′12″N 2°20′38″E / 48.85333°N 2.34389°E